# Le due strade (film 1922)
Le due strade è un film del 1922 diretto da Toddi.